# Geiselnahme in Marchegg
Die Geiselnahme in Marchegg in Niederösterreich fand am 28. September 1973 durch Palästinenser statt, die sich als Adler der palästinensischen Revolution bezeichneten. Hierbei handelte es sich wohl um ein Kommando der palästinensischen Gruppe as-Sa'iqa unter Führung von Zuhair Muhsin.

## Hintergrund
Sowjetische Juden, die nach Israel emigrieren durften, wurden in diesen Jahren gruppenweise per Bahn nach Österreich gebracht, wo ab 1965 in Schloss Schönau in Niederösterreich ein Transitlager für sie bestand. Hier wurden sie von Vertretern Israels in Empfang genommen, betreut und in der Folge – sofern ihr Immigrationswunsch tatsächlich bestand – vom Flughafen Wien aus nach Israel weiterbefördert. Vereinzelt entschieden sich sowjetische Emigranten in Schönau dazu, nicht nach Israel einzuwandern, sondern in Europa zu bleiben. Den Palästinensern widerstrebte jede Einwanderung nach Israel, weil sie das jüdische Element in der Region, wie sie meinten, zu Lasten der Palästinenser stärke.

## Chronik
Am 28. September 1973, dem jüdischen Neujahrsfest in diesem Jahr, brachten zwei palästinensische Geiselnehmer im Grenzbahnhof Marchegg drei jüdische Emigranten und den österreichischen Zollwachebeamten Franz Bobits in ihre Gewalt, indem sie sie unter Androhung von Waffengewalt aus einem aus der Sowjetunion eingetroffenen Zug holten. Die Geiselnehmer fuhren sodann mit den Geiseln in einem VW-Transporter in Richtung Flughafen Wien. Sie forderten die Schließung des Transitlagers in Schönau an der Triesting und ihre freie Ausreise in den Nahen Osten.
Die Regierung Kreisky ging noch am gleichen Tag auf diese Forderungen ein. Die Rundfunkerklärung der Regierung lautete:

„Die Bundesregierung hat in einem am 28. September 1973 stattgefundenen, außerordentlichen Ministerrat beschlossen, in Anbetracht des Umstandes, dass die Sicherheit der aus der Sowjetunion in Gruppen nach Israel auswandernden Sowjetbürger bei ihrer Durchreise durch Österreich gefährdet ist, von jetzt an und in Zukunft die bisher gewährten Erleichterungen, wie die Unterbringung im Lager Schönau, einzustellen.“

Hierauf wurden die Geiseln am 29. September nach stundenlangen Verhandlungen freigelassen. An den Verhandlungen beteiligt waren der damalige Sicherheitsdirektor Oswald Peterlunger (als Vertreter des Innenministeriums) und die Psychiater Willibald Sluga und Friedrich Hacker.
Die beiden Terroristen, die sich als Mitglieder der as-Sa'iqa bezeichneten, wurden von zwei Piloten, die sich freiwillig dazu gemeldet hatten, mit einer Cessna 414 nach einigen Zwischenlandungen und weiteren Verhandlungen nach Tripolis in Libyen ausgeflogen.

## Folgen
Obwohl die Geiselnahme selbst unblutig verlief, war die Regierung, im Speziellen Bruno Kreisky, starker Kritik ausgesetzt, da der Bundeskanzler den Terroristen nachgegeben hatte. Die israelische Ministerpräsidentin Golda Meir reiste nur drei Tage danach nach Wien und forderte bei ihrem Besuch am 2. Oktober 1973 von Kreisky die Aufhebung der Sperre von Schönau. Dies wurde von Kreisky allerdings mit dem Argument, dass es bereits vorher Drohungen gegen Schönau gegeben habe, abgelehnt. Das politische Verhältnis zwischen Meir und Kreisky blieb angespannt. Meir behauptete nach ihrem Gespräch mit Kreisky, man habe ihr im Bundeskanzleramt nicht einmal ein Glas Wasser angeboten, was von Ari Rath jedoch widerlegt wurde (im Ö1-Interview mit Renata Schmidtkunz vom 9. April 2015).
Das Transitlager Bad Schönau wurde am 12. Dezember 1973 geschlossen. Als Ersatz wurde in der Babenberger-Kaserne Wöllersdorf die Hilfestelle Wöllersdorf des Landesverbandes des Roten Kreuzes Niederösterreich für Flüchtlinge und andere Durchreisende eingerichtet. De facto trat für die aus der Sowjetunion Emigrierenden somit keine Verschlechterung ihrer Betreuung in Österreich ein. 1974 wurde ein neues Transitlager in Wien-Simmering eröffnet.
Der Anschlag führte zum Ausbau der Polizeibehörden in Niederösterreich. Der Gendarmerieposten Bad Vöslau übersiedelte in das Schloss Schönau, das in der Folge zum „Gendarmeriebegleitkommando Wien“ mit Sitz in der Burstyn-Kaserne in Zwölfaxing umgewandelt wurde. Infolge der weiteren terroristischen Ereignisse in Europa wurde daraus ab 1. Jänner 1978 das „Gendarmerieeinsatzkommando“, später Einsatzkommando Cobra genannt, welches mit 14. Februar 1978 wiederum das Schloss Schönau bezog.